# Fallout: New Vegas
Fallout: New Vegas é um RPG eletrônico que faz parte da série Fallout desenvolvido pela Obsidian Entertainment. Foi lançado para as plataformas Microsoft Windows, PlayStation 3 e Xbox 360 em Outubro de 2010.
Fallout: New Vegas não é uma sequência direta do Fallout 3. Embora seja muito semelhante ao jogo anterior, não se situa no mesmo local e nenhum personagem do Fallout 3 está presente. No entanto, o jogo marca o retorno de muitos elementos encontrados em jogos anteriores de Fallout, incluindo o super-mutante Marcus de Fallout 2, novamente interpretado por Michael Dorn.

## Jogabilidade
Obsidian Entertainment apresenta novas funcionalidades e melhorias em Fallout: New Vegas que foram implementadas desde Fallout 3. Por exemplo, o motor de jogo Gamebryo original de Fallout 3 foi retrabalhado para acomodar as luzes extras e seus efeitos para New Vegas, como é em Las Vegas.
O Vault-Tec Assisted Targeting System, ou V.A.T.S, retorna com a adição de vários ataques específicos ao modo. Também foram adicionadas novas armas, um sistema de modificação de armas, a capacidade de usar a mira de ferro em quase todas as armas (exceto armas maiores, que são disparados a partir do quadril) e uma melhor visão sobre o ombro para o combate na terceira pessoa. Está disponível a manipulação de munições, criando novas munições com os cartuchos utilizados. Há também um sistema de colheita de plantas semelhantes a série The Elder Scrolls, permitindo ao jogador usar plantas para criar drogas, remedios entre outros.
A quantidade de facções levou os desenvolvedores a reintroduzir o sistema de reputação, que esteve ausente em Fallout 3. O grau de fidelidade à facção influencia a reputação do jogador com a facção, que por sua vez afeta o comportamento dos personagens de facção não-jogadores (NPCs) em relação jogador e reflete os impactos das opções adotadas em todo o jogo. O Karma é também um fator, mas é independente da reputação facção, pois o jogador pode roubar um membro da facção, diminuindo seu karma, mas deixando inalterada sua reputação se não for detectado. A disponibilidade de opções de diálogo com NPCs é baseada em habilidades, reputação e karma, com habilidades tendo a maior influência dentre os três fatores. No caso de uma opção de diálogo especial, o jogador é informado imediatamente se terá sucesso ou não e é totalmente dependente do nível de habilidade, ao invés de chance de acerto como em Fallout 3.
O comportamento e funções do companheiro do jogador são controlados por um menu gráfico com opções de execução chamado de "roda companheiro", eliminando a necessidade de introduzir conversa para dar comandos. Josh Sawyer afirma que a roda companheiro oferece facilidade de interação com o companheiro. Exemplos de comandos companheiro incluem a criação e mudança de táticas de combate, comportamento padrão para inimigos e a frequência de utilização dos recursos disponíveis.
Em New Vegas, o jogador pode visitar casinos e participar de mini-jogos, incluindo blackjack, slots e roleta, utilizando seu dinheiro como aposta. O designer Chris Avellone disse que os mini-games foram feitos por um programador experiente em programação de máquinas de jogos de mesa. Um jogo de cartas chamado Caravan, que foi projetado especificamente para New Vegas, está fora dos jogos disponíveis nos casinos.

### Modo Hardcore
Um opcional modo Hardcore proporciona mais realismo e intensidade no ambiente de jogo. Durante uma entrevista, o diretor do jogo Josh Sawyer admitiu que a modalidade foi inspirada por diversas modificações de Fallout 3. Como a dificuldade de jogo aumentou, os jogadores são encorajados a implementar estratégias eficazes, fazer uma cuidadosa consideração na gestão dos recursos e táticas de combate e prestar muita atenção ao ambiente em sua volta. A dificuldade é aumentada de várias maneiras: Stimpaks e itens de cura, incluindo alimentos, não curam o jogador imediatamente, mas durante um período de tempo; a cura de membros aleijados exige um "Doctor's Bag" ou uma visita a um médico; munição tem peso; o personagem tem que comer, beber e dormir para evitar a fome, a desidratação e exaustão, respectivamente.

## Enredo
Fallout: New Vegas se passa durante o ano de 2281 e em volta da região em torno da antiga cidade de Las Vegas (agora chamada de "New Vegas"), cerca de quatro anos após os eventos de Fallout 3, e aproximadamente 204 anos desde a Grande Guerra de 2077. No tempo em que o jogo começa, três grandes facções buscam o controle de New Vegas e seus arredores – A New California Republic (NCR), Caesar's Legion, e Mr. House. Desde suas últimas aparições em Fallout 2, a NCR ficou sobrecarregado e mal administrado, porém sua expansão para o leste permitiu-lhes o ganho da maioria dos territórios no Mojave, com a única ameaça deles vinda dos escravistas, forças com exercito no estilo romano, liderado pelo seu líder Caesar, que conquistaram e uniram 86 tribos mais ao leste, e agora planejam conquistar New Vegas, quatro anos antes do início do jogo, ambos os lados entraram em conflito na represa de Hoover Dam, um importante ponto de referência que fornecia energia para New Vegas, que no qual os dois lados buscavam o controle, ambos os lados se prepararam para o segundo, e inevitável conflito sobre Hoover Dam, Mr House, um misterioso homem de negócios que presidia New Vegas, sendo de fato líder com um exército de "Securitrons", robôs de segurança, e que também tem interesse no controle da barragem garantindo que nenhum dos outros dois lados ganhe o controle, e esta nos estágios finais de seus planos.

O jogo se passa no Deserto do Mojave, que abrange partes dos antigos estados da Califórnia, Nevada e Arizona. Juntamente com as três principais facções, a região também possui várias facções menores; os Boomers, uma tribo xenofóbica e isolacionista ex-moradores de Vaults, fortemente armados que se abrigaram na Nellis Air Force Base; os Powder Gangers (Arruaceiros da Pólvora) um grupo de condenados violentos que escaparam da NCR; os Great Khans (Grande Khans) uma tribo de traficantes de drogas e invasores descendentes dos remanescentes dos New Khans em Fallout 2; e a Brotherhood of Steel, remanescentes do desejo tecnológico do exercito americano que estão tentando proteger qualquer tecnologia que poderia causar algum prejuízo ou dano. Juntamente com a Hoover Dam e a Nellis Air Force Base, a região possui pontos de referência adicionais, incluindo seus próprios Vaults e a usina de energia solar HELIOS One